# Xã White Oak, Quận Sebastian, Arkansas
Xã White Oak (tiếng Anh: White Oak Township) là một xã thuộc quận Sebastian, tiểu bang Arkansas, Hoa Kỳ. Năm 2010, dân số của xã này là 608 người.